# Roubaix
Roubaix (tiếng Pháp: Roubaix tiếng Hà Lan: Robaais) là một thành phố công nghiệp cũ nằm ở miền bắc nước Pháp, gần biên giới Bỉ. Thành phố là một xã trong vùng hành chính Hauts-de-France, thuộc tỉnh Nord, quận Lille, chef-lieu của hai tổng.
Roubaix từng là một trung tâm công nghiệp lớn của Pháp trong cuộc Cách mạng công nghiệp từ thế kỉ 19, nổi tiếng với ngành công nghiệp sản xuất len và dệt may.

## Địa lý
Tọa độ địa lý của xã là 50° 41' vĩ độ bắc, 03° 10' kinh độ đông. Roubaix nằm trên độ cao trung bình là 35 mét trên mực nước biển, có điểm thấp nhất là 17 mét và điểm cao nhất là 52 mét. Thành phố có diện tích 13,23 km².

## Thông tin nhân khẩu
Cuộc điều tra dân số năm 2013 cho thấy Roubaix có dân số là 95.866. Mật độ dân số là 7.246 người/km². Đây là thành phố đông dân thứ 3 ở Hauts-de-France, sau khi Lille và Amiens. Roubaix là thành phố rất đa dạng về chủng tộc.
| 1936    | 1946    | 1954    | 1962    | 1968    | 1975    | 1982    | 1990   | 1999   | 2006   | 2008   | 2013   |
| ------- | ------- | ------- | ------- | ------- | ------- | ------- | ------ | ------ | ------ | ------ | ------ |
| 107 105 | 100 978 | 110 067 | 112 856 | 114 547 | 109 553 | 101 602 | 97 746 | 96 984 | 97 952 | 95 893 | 95 866 |

## Các thành phố kết nghĩa
- 1969:  Bradford, Vương quốc Anh
- 1969:  Mönchengladbach, Đức
- 1969:  Verviers, Bỉ
- 1973:  Skopje, Macedonia
- 1981:  Prato, Ý
- 1993:  Sosnowiec, Ba Lan
- 2000:  Covilhã, Bồ Đào Nha
- 2003:  Bouira, Algérie

## Nhân vật nổi tiếng
- Jean Alavoine (1888-1943), cua rơ
- Bernard Arnault (sinh 1949), doanh nhân, tỉ phu
- Marie-Christine Blandin (sinh 1952), nữ chính trị gia
- Étienne Chatiliez (sinh 1952), đạo diễn phim, nhà viết kịch bản phim
- Raymond Dubly (1893-1988), cầu thủ bóng đá
- Prudent Joye (1913-1980), vận động viên điền kinh
- René Libeer (sinh 1934), quyền Anh
- Pierre Pflimlin (1907-2000), luật sư, chính trị gia
- Raymond Schmittlein (1904-1974 tướng quân đội, chính trị gia
- Maxence Van Der Meersch (1907–1951) nhà văn
- Gaby Verlor (1921-2005) nhà soạn nhạc

## Địa điểm tham quan
- Tòa thị chính
- Nhà thờ Saint-Martin
- Viện bảo tàng Nghệ thuật và Công nghiệp (Musée d'Art et d'Industrie)
- Công viên Barbieux